# Нарвские триумфальные ворота
На́рвские триумфа́льные воро́та — памятник архитектуры стиля ампир в Санкт-Петербурге; расположен на площади Стачек вблизи станции метро «Нарвская».
Триумфальные ворота построены в 1827—1834 годах в память о героях Отечественной войны 1812 года. Архитектор В. П. Стасов, скульпторы С. С. Пименов, В. И. Демут-Малиновский (колесница в группе богини Победы, фигуры воинов и шести коней), П. К. Клодт (первая серьёзная работа). Высота — более 30 м, ширина — 28 м, ширина пролёта — более 8 м, высота пролёта — 15 м.

## Деревянные триумфальные ворота

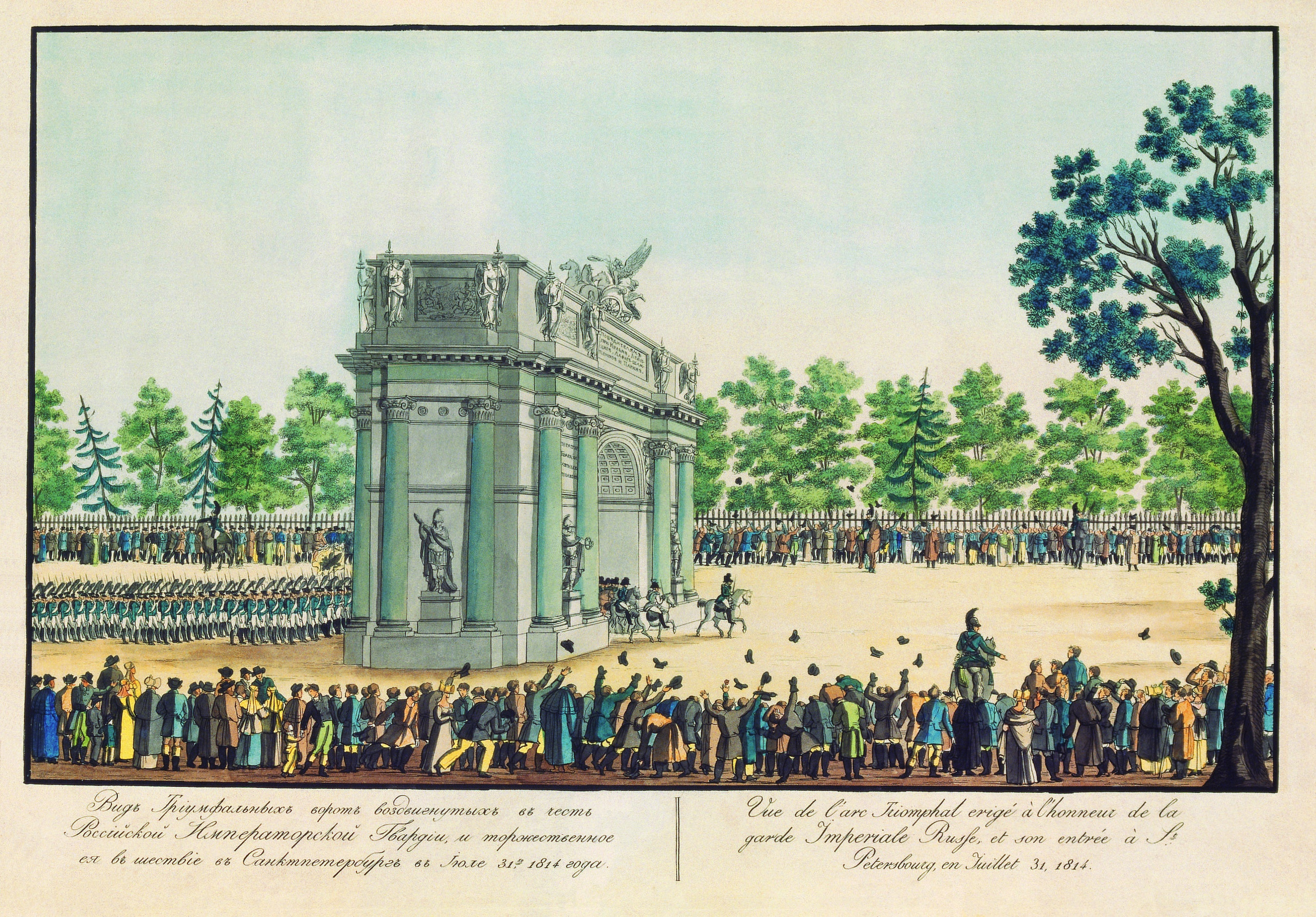
И. А. Иванов. Вид Триумфальных ворот, воздвигнутых в честь Российской Императорской гвардии и торжественное ее в шествие в Санкт-Петербург 31 июля 1814 года

Первоначально триумфальные ворота были построены для встречи русских войск, возвращавшихся из Европы в 1814 году, на Нарвской заставе, непосредственно у границы города вблизи Обводного канала. Сооружение было возведено из дерева и алебастра за один месяц по проекту Джакомо Кваренги. Ворота украшали колесница с шестью конями, управляемая богиней Победы, и скульптуры римских воинов. Кваренги представил два проекта ворот: с архитравным перекрытием и с аркой. По обеим сторонам от арки располагались трибуны для зрителей и оркестров.
Русские войска в 1814 году прошли под аркой 4 раза: 30 июля, 8 сентября, 18 и 25 октября.
Однако, возведенные из дерева и алебастра ворота быстро пришли в негодность. Генерал-губернатор Санкт-Петербурга, участник Отечественной войны М. А. Милорадович выступил за реконструкцию сооружения, и на высочайшем уровне императором Николаем I было принято решение о постройке новых каменных ворот на берегу реки Таракановки, несколько южнее прежнего места.

## Восстановление из кирпича и меди
Василий Стасов сохранил в целом замысел Кваренги и 26 августа 1827 года, в годовщину Бородинского сражения, был заложен первый камень. Особенность проекта новых ворот состояла в том, что конструкцию создавали из кирпичной кладки, обшивавшейся медными листами. Из медных листов создана и скульптурная группа: шестёрка коней (П. К. Клодт) и фигура богини Победы (С. С. Пименов). Скульптуры римских воинов заменили медными древнерусскими витязями (С. С. Пименов и В. И. Демут-Малиновский). Крылатые женские фигуры, барельефы с гениями Славы создал скульптор Иван Леппе.
По бокам ворот имеются надписи: Начаты 26 августа 1827 года. Открыты 17 августа 1834 года. Также имеются надписи о местах решающих сражений, о воинских соединениях.
Посмотреть на новые Триумфальные ворота прибыла императорская семья. Также была выпущена бронзовая медаль.

## История

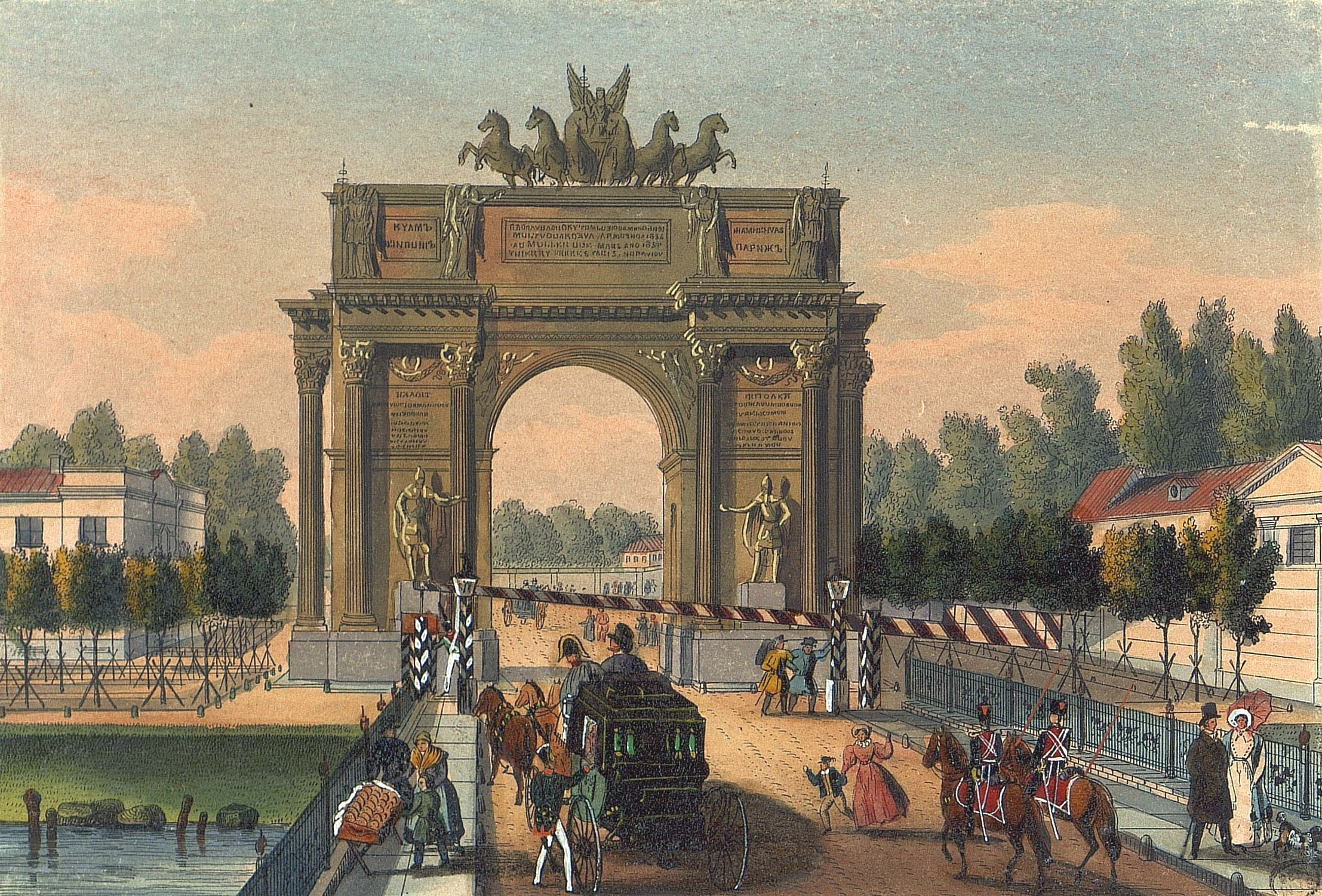
Нарвские триумфальные ворота в середине XIX века

Эффектная на первых порах медь, уже через несколько лет после открытия, в условиях петербургского климата, стала корродировать. В 1877—1880 годах ворота подвергли реставрации под руководством архитектора М. И. Рылло, заменив медные листы на железные, что только усилило коррозию.
В 1888 году в помещении ворот поместили часть архива городской Думы. 9 января 1905 года здесь произошло самое известное восстание - ''Кровавое воскресенье'' - разгон манифестации рабочих во главе со священником Г.Гапоном  с последующим расстрелом перед Зимним дворцом c целью нести петицию царю.
28 февраля 1917 года во время Февральской революции памятник был подожжён толпой рабочих и солдат. Архив сгорел, также были повреждены бронзовые украшения.

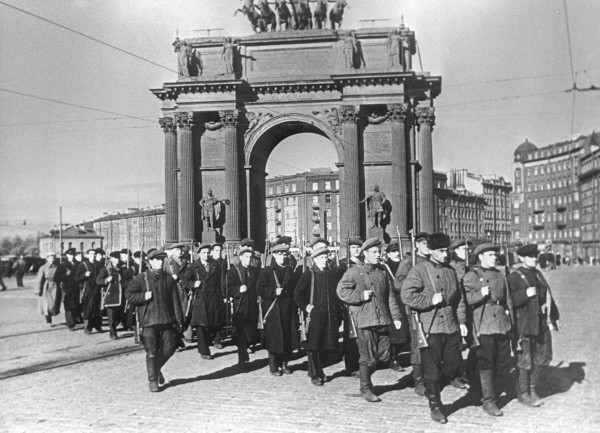
Рабочие Кировского завода убывают на фронт, 1942 год

В 1924 году была начата новая реставрация, однако её прервала Великая Отечественная война[уточнить].
В 1932 г. была проведена значительная реставрация.
Через эти ворота уходили на фронт воины Ленинградского гарнизона. У ворот были возведены противотанковые укрепления. В 1944 году через арку проходили войска, снявшие блокаду Ленинграда.
Во время войны памятник сильно пострадал от артиллерийских обстрелов и бомбёжек (более двух тысяч пробоин, отбиты детали скульптур и украшений, разрушен карниз), что потребовало проведения полной реставрации в 1949—1951 годах (архитектор И. Н. Бенуа, скульптор А. Е. Громов). С осени 1949 года проводились обследования и обмеры (руководитель Б. А. Розадеев), с января по осень 1951 года воссозданы утраченные детали медных скульптур и орнаментов (способом выколотки, чеканщики К. П. Кротов и др.), выправлены вмятины, восстановлена внешняя листовая обшивка; выровнены пробоины и вздутия (вызванные взрывами) гранитной облицовки цоколя, заменены ступени крыльца (гранитчики под руководством В. Е. Бочарова); очищены поверхности и возобновлена их «патиновая» окраска (бригада маляров К. Д. Мауричева); воссозданы оформление и каркас карнизов аттика и ордера (кровельщики Алексеев и др.); позолочены буквы памятных надписей, закрашенных в 1932 году (бригада А. Е. Юдина и В. П. Соколова).
Очередные реставрации ворот также проводились в 1978—1980 и в 2002—2003 годах.

## Музей-памятник «Нарвские триумфальные ворота»
Внутреннее помещение ворот — трёхэтажное здание с подвалом. В верхнем зале, куда ведут две винтовые лестницы, работает музей воинской славы, организованный согласно постановлению Главного управления культуры Ленинграда от 1978 года.
При создании в 1939 году Музея городской скульптуры Нарвские ворота были включены в его коллекцию. В 1987 году в структуре Государственного музея городской скульптуры был организован филиал «Нарвские триумфальные ворота», в котором представлена атрибутика Отечественной войны 1812 года, проводятся тематические выставки.
В 1999 году в створе Нарвских триумфальных ворот был установлен памятник маршалу Советского Союза Л. А. Говорову, герою освобождения Ленинграда от блокады, что призвано символизировать неразрывность истории и преемственность побед русского оружия.

Детали Нарвских ворот
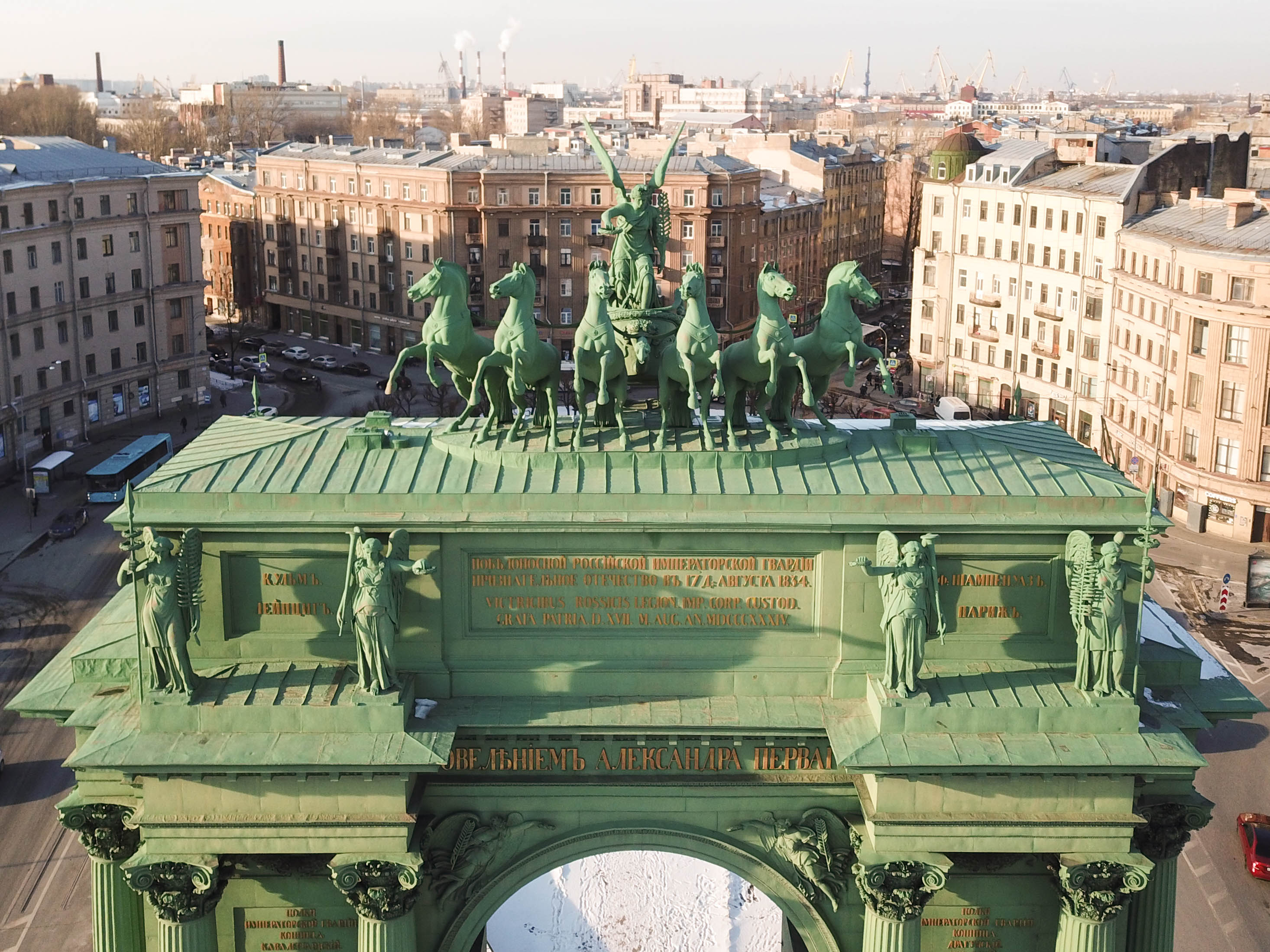
Скульптурная группа и аттик ворот
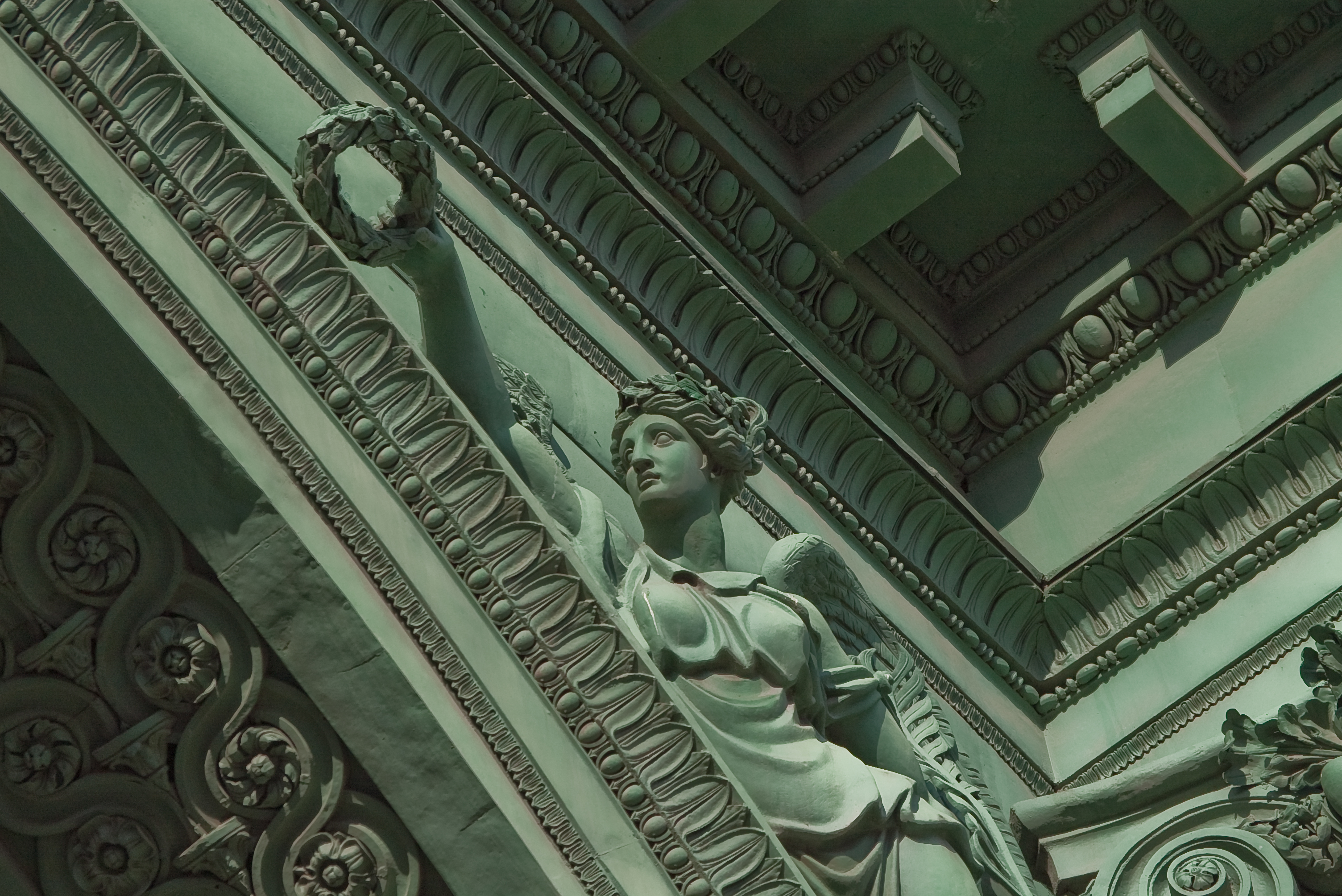
Гений славы
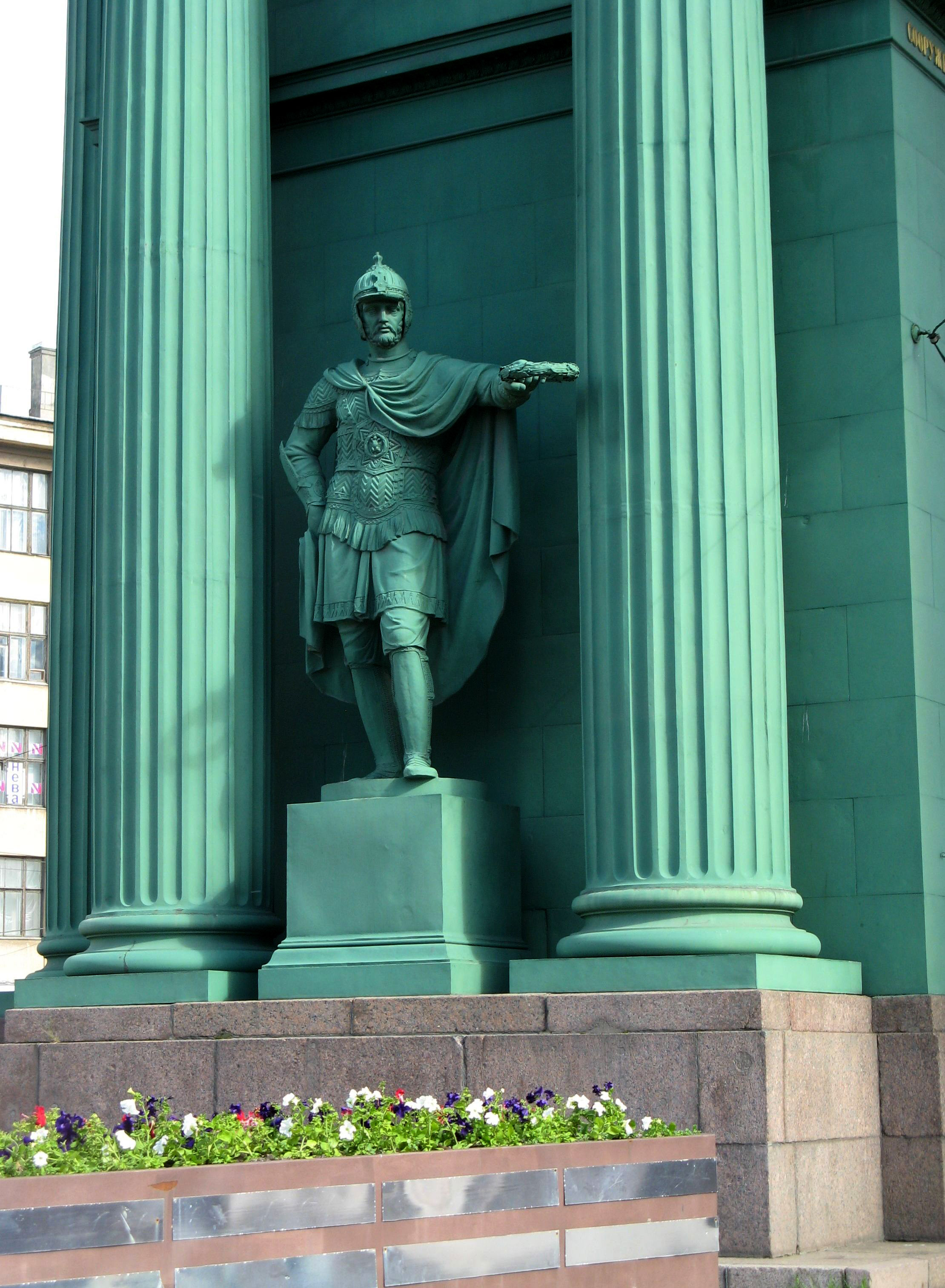
Статуя витязя